# فریتز فیرابند
فریتز فیرابند (انگلیسی: Fritz Feierabend; ۲۹ june ۱۹۰۸ – ۲۵ نوامبر ۱۹۷۸ (۷۰ ساله)) ورزشکار بابسلد اهل سوئیس بود.
وی در مسابقات کشوری و بین‌المللی در مجموع برندهٔ ۶ مدال طلا، ۶ مدال نقره، ۵ مدال برنز شده‌است.